# Iso Syväjärvi (sjö i Finland)
Iso Syväjärvi är en sjö i Finland. Den ligger i kommunen Enontekis i landskapet Lappland, i den norra delen av landet, 900 km norr om huvudstaden Helsingfors. Iso Syväjärvi ligger 292 meter över havet. Arean är 58,5 hektar och strandlinjen är 3,97 kilometer lång. Sjön  ingår i Torne älvs huvudavrinningsområde. 